# Kévin Peponnet
Kévin Peponnet (San Juan de Luz, 31 de enero de 1991) es un deportista francés que compite en vela en la clase 470. Es sobrino del regatista Thierry Peponnet.
Ganó una medalla de oro en el Campeonato Mundial de 470 de 2018 y dos medallas en el Campeonato Europeo de 470, oro en 2021 y bronce en 2019.

## Palmarés internacional
| \| Campeonato Mundial \| Campeonato Mundial \| Campeonato Mundial \| Campeonato Mundial \| \| Año \| Lugar \| Medalla \| Clase \| \| ------------------ \| -------------------- \| ------------------ \| ------------------ \| \| 2018 \| Aarhus (Dinamarca) \| Medalla de oro \| 470 \| \| Campeonato Europeo \| \| \| \| \| Año \| Lugar \| Medalla \| Clase \| \| 2019 \| San Remo (Italia) \| Medalla de bronce \| 470 \| \| 2021 \| Vilamoura (Portugal) \| Medalla de oro \| 470 \| |                      |                   |       |
| Campeonato Mundial |                      |                   |       |
| Año | Lugar                | Medalla           | Clase |
| 2018 | Aarhus (Dinamarca)   | Medalla de oro    | 470   |
| Campeonato Europeo |                      |                   |       |
| Año | Lugar                | Medalla           | Clase |
| 2019 | San Remo (Italia)    | Medalla de bronce | 470   |
| 2021 | Vilamoura (Portugal) | Medalla de oro    | 470   |